# Irma Achten
 (février 2019).
Si vous disposez d'ouvrages ou d'articles de référence ou si vous connaissez des sites web de qualité traitant du thème abordé ici, merci de compléter l'article en donnant les références utiles à sa vérifiabilité et en les liant à la section « Notes et références ».
Irma Achten, née en 1956 à Haarlem,,, est une réalisatrice et scénariste néerlandaise.

## Filmographie

### Réalisatrice et scénariste
- 1993 : Belle
- 1996 : Marie Antoinette is niet dood (nl)
- 2000 : Babs
- 2003 : Rigoletto
- 2012 : Donna Giovanna